# Davaa Bayarzorig
Davaa Bayarzorig, né le 3 août 1975 en Mongolie, est un footballeur international mongol évoluant au poste d'attaquant dans le club de Khangarid à Erdenet, dans le championnat de Mongolie de football. Il est membre de l'équipe de Mongolie de football, et en est d'ailleurs le troisième meilleur buteur.

## Biographie

### Carrière internationale
Davaa Bayarzorig est convoqué pour la première fois par le sélectionneur national Ishdorj Otgonbayar en 2000. Le 19 février 2001, il marque son premier but en équipe de Mongolie lors du match des éliminatoires de la Coupe du monde 2002 contre le Bangladesh (2-2).
Avec 4 buts, il est le troisième meilleur buteur de l'histoire de la sélection mongole.

## Palmarès
- Avec le Khangarid :
  - Champion de Mongolie en 2001, 2003, 2004 et 2010

## Statistiques

### Buts en sélection
Le tableau suivant liste les résultats de tous les buts inscrits par Davaa Bayarzorig avec l'équipe de Mongolie.